# 신시아 린
신시아 린(영어: Cynthia Lynn, 본명: 진타 발다 지멜리스(라트비아어: Zinta Valda Ziemelis), 1936년 4월 2일 ~ 2014년 3월 10일)은 라트비아의 배우이다.